# Gagaku
Il Gagaku (雅楽? letteralmente "musica/danza elegante") è il genere di musica/danza giapponese che veniva e viene tutt'oggi eseguita alla corte  imperiale e presso alcuni importanti santuari shintō e templi buddhisti. Per indicare unicamente la danza di corte, si usa invece il termine bugaku.
Il gagaku venne sistematizzato nell'VIII secolo, con la fondazione del Gagaku ryō (雅楽寮?), organismo preposto alla formazione dei musicisti/danzatori, alla trasmissione del repertorio e alla sua esecuzione.
Con il termine gagaku si designano oggi diversi generi:
- la musica religiosa shintoista e le danze e canzoni autoctone di ispirazione folklorica, note come wagaku (和楽?) o kuniburi no utamai (歌舞?).
- il genere la cui origine si trova in Corea e  Manciuria, chiamato komagaku (高麗楽?) (da Goguryeo, che si pronuncia Koma in giapponese, uno dei Tre Regni di Corea);
- il genere 'cinese' (principalmente riconducibile alla Dinastia Tang) e al sud est asiatico, chiamato tōgaku (唐楽?).[1]
- Un ultimo repertorio, imperniato sulla voce e accompagnato da un ristretto gruppo strumentale è detto utaimono (歌物?).

Il gagaku costituisce un patrimonio coreutico-musicale estremente antico. Questo genere rappresenta di fatto l'unica tipologia di musica "orchestrale" mai esistito in Giappone, nonché, probabilmente, il più antico esempio di repertorio orchestrale tuttora praticato, a livello mondiale .

## Storia del gagaku

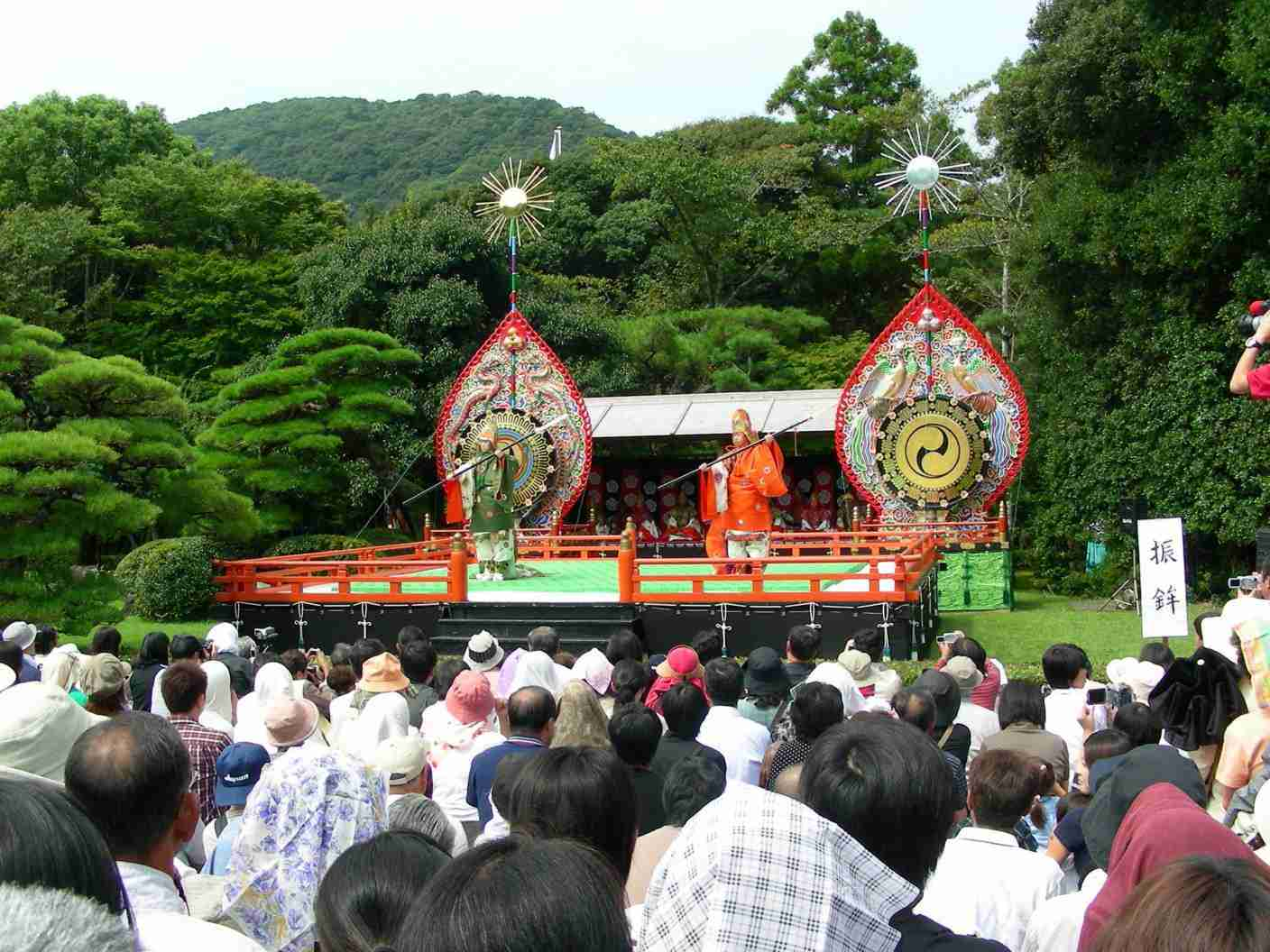
Jingu-Bugaku a Kotaijingu (Naiku), città di Ise, prefettura di Mie

La più antica forma di musica classica in Giappone, il gagaku fu introdotto dalla Cina e dalla Corea attraverso il buddhismo. Nel 589, durante la Dinastia Sui, vennero inviate in Cina delegazioni diplomatiche per apprendere la cultura cinese, inclusa la musica cerimoniale, detta Yayue (雅樂T, 雅乐S, yǎyuèP). Nel VII secolo furono importati dalla Cina il koto (una cetra) e il biwa (un liuto a manico corto), usati con altri strumenti nelle orchestre del gagaku.
Anche se i giapponesi usano lo stesso termine 雅楽? (yǎyuèP in cinese mandarino, ngáah-ngohk in cantonese), la forma di musica introdotta dalla Cina fu principalmente la musica dei banchetti, engaku (燕楽?), piuttosto che la musica cerimoniale dei riti confuciani yǎyuè. L'importazione di brani raggiunse il suo apice durante la Dinastia Tang (618-907). Le composizioni di questo periodo sono chiamate tōgaku (musica Tang); quelle precedenti alla Dinastia Tang sono dette kogaku (古楽? , "musica antica"), e le successive shingaku (清楽? , "musica della Dinastia Qing").
La musica del regno coreano di Goguryeo, detta komagaku, si sviluppò in Giappone a partire dal V secolo. Komagaku e tōgaku iniziarono ad essere praticate nell'arcipelago durante il periodo Nara (710-794). 
La prima volta che il termine gagaku compare in documenti ufficiali giapponesi fu nel 701, quando venne istituito il già citato Gagaku ryō. Il termine fu però raramente utilizzato prima del XIX secolo per intendere un genere musicale; il vocabolo maggiormente usato nei testi antichi era semplicemente gaku (楽?), ossia "musica/danza".
Nel 736 vennero poi adottate danze e musiche provenienti dall'India e dall'Indocina, denominate rispettivamente tenjikugaku (天竺楽?) e rin'yūgaku (林邑楽?). Durante il periodo Heian (794-1185), nella prima metà del IX secolo, il gagaku fu riorganizzato e diviso in due raggruppamenti, in funzione della sua provenienza o del suo stile: sagaku (左楽? , "musica di sinistra"), proveniente dalla Cina e dal Regno di Rin'yū, e ugaku (右楽? , "musica di destra"), di origine coreana e mancese.
Il gagaku raggiunse il suo apice nel periodo Heian, fra il IX e il XII secolo, quale parte imprescindibile delle cerimonie officiali ma anche come intrattenimento privato per la nobiltà. In quest'epoca, esso veniva eseguito sia dai membri stessi della corte che da musicisti professionisti, organizzati all'interno di famiglie . Iniziò la sua decadenza durante il periodo Kamakura (1185-1333), quando il potere dell'aristocrazia di corte era ormai scemato, mentre cresceva quello della nuova classe militare dei samurai. Nel periodo Kamakura il gagaku veniva eseguito principalmente nelle case degli aristocratici, raramente a corte. In questa epoca vi erano solo tre "scuole" di musicisti che la praticavano, con sede a Ōsaka, Nara e Kyōto.
A causa della Guerra Ōnin, la guerra civile che si protrasse dal 1467 al 1477, nel periodo Muromachi, per circa cento anni il gagaku non venne più eseguito.
Nel XVI secolo, durante il processo di riunificazione del Paese sotto il governo del samurai Hideyoshi, il gagaku riprese vitalità, e i musicisti/danzatori superstiti, ridotti a un decimo di quelli attivi nel periodo Heian, vennero riorganizzati in due gruppi, uno a Kyōto e l'altro a Edo.
Con la Restaurazione Meiji (1868), gli  artisti furono convocati nella nuova capitale e i loro discendenti costituiscono la maggior parte dell'attuale Dipartimento di Musica del Palazzo Imperiale di Tōkyō. In quell'epoca si definì la composizione dell'orchestra mantenuta fino ad oggi. Essa consisteva di tre strumenti a fiato (hichiriki, ryūteki, e shō, un organo a bocca munito di canne di bambù, usato per fornire l'"armonia"), tre strumenti a percussione (kakko, un piccolo tamburo, shōko, un gong, e gakudaiko,tamburo", o dadaiko, grande tamburo), e due strumenti a corde: il liuto gakubiwa e la cetra gakusō.
Nel 1955, il governo giapponese designò il gagaku importante Tesoro Nazionale.
Oggi, come in passato, la musica gagaku viene eseguita in due modi:
- come kangen (管弦?) musica "pura", da concerto, per strumenti a fiato e a corde,
- come bugaku (舞楽?),  musica che accompagna la danza di corte (anche questa definita bugaku).

Complessi gagaku contemporanei, come il Reigakusha (伶楽舎?), si esibiscono presentando moderne composizioni create per i loro strumenti. Questo filone di opere contemporanee, che ebbe inizio negli anni '60 del Novecento, viene chiamato reigaku (伶楽?). I compositori del XX secolo, come Tōru Takemitsu, hanno scritto opere sia per orchestra gagaku, sia per i suoi singoli strumenti. Oggi, l'orchestra ufficiale di gagaku si esibisce in alcune cerimonie ufficiali al Palazzo Imperiale, ricevimenti di Stato, anche all'aperto in primavera e autunno. In aggiunta, nel 1956, con lo scopo di promuovere la diffusione del gagaku verso una più ampia fascia di pubblico, fu istituita una esibizione semestrale che ancora oggi si svolge al Palazzo Imperiale.

## Strumenti utilizzati
Strumenti a fiato, a corde e percussioni compongono l'orchestra.
Il gruppo, formato classicamente da almeno 14 elementi, presenta aerofoni, cordofoni, idiofoni e membranofoni.
La melodia principale è portata eterofonicamente dai flauti traversi (ryūteki o komabue, a seconda del repertorio) e dagli oboi (hichiriki); l'organo a bocca, shō, produce "grappoli" (cluster) di note.
Il gakusō (koto del gagaku) e il biwa eseguono scarni stereotipi strutturali; i tamburi e il gong realizzano il ciclo ritmico.
Il gagaku, come lo shōmyō, utilizza la scala yo-na nuki onkai (ヨナ抜き音階? lett. "scala senza le note yo e na"), una scala pentatonica con intervalli ascendenti di due, tre, due, due, e tre semitoni tra i cinque toni di scale.

### Fiati
- Hichiriki (篳篥?), oboe
- Ryūteki (龍笛?), flauto traverso utilizzato nel tōgaku
- Sho (strumento musicale) (Shō?, 笙), organo a bocca
- Komabue (高麗笛?) flauto traverso utilizzato nel komaguaku
- Azuma asobi bue (東遊笛?), flauto traverso chiamato anche chūkan (中管?)
- Kagurabue (神楽笛?) flauto traverso

### Corde
- Gaku biwa (楽琵琶?), liuto a 4 corde
- Gakusō (楽箏?), cetra a 13 corde di origine cinese
- Yamatogoto (大和琴? , chiamato anche 和琴?, wagon), cetra di giapponese autoctona, a 6 o 7 corde

### Percussioni
- Shōko  (鉦鼓?), piccolo gong, colpito con due bacchette di corno
- Kakko (鞨鼓? , scritto anche 羯鼓?), piccolo tamburo a forma di clessidra che viene colpito con due bacchette in legno
- Tsuridaiko (釣太鼓?), tamburo con la parte superiore riccamente decorata, posizionato su una piattaforma e suonato con due bacchette imbottite
- Dadaiko  (鼉太鼓?), grande tamburo utilizzato durante le feste
- Ikko (一鼓?), piccolo tamburo a forma di clessidra, elegantemente decorato
- San no tsuzumi  (三の鼓?), tamburo a forma di clessidra
- Shakubyōshi (笏拍子? , chiamato anche 笏?, shaku), strumento formato da due bacchette piatte in legno

### Strumenti obsoleti
- Ōhichiriki  (大篳篥?), oboe
- U (竽?), organo a bocca
- Shakuhachi (尺八?), flauto dritto
- Haishō  (排簫? , flauto di Pan, noto in cinese come páixiāoP)
- Gogen biwa  (五絃琵琶?), liuto a 5 corde
- Kugo (箜篌?) arpa angolare, recentemente fatta rivivere
- Genkan (阮咸?), liuto
- Hōkyō (方響?), batteria di campane

## Influenza sulla musica occidentale
All'inizio del XX secolo, alcuni compositori colti occidentali hanno iniziato ad interessarsi al gagaku, e a comporre brani ad esso ispirate. Tra questi, si ricordano ad esempio Henry Cowell (Ongaku, 1957), La Monte Young (famoso per i suoi numerosi componimenti di drone music), Alan Hovhaness, Olivier Messiaen (Sept haïkaï, 1962), Lou Harrison (Pacifika Rondo, 1963), Benjamin Britten (Curlew River, 1964), Bengt Hambraeus (Shogaku, da Tre Pezzi per Organo, 1967), Ákos Nagy (Veiled wince flute quartet, 2010), Jarosław Kapuściński, e Sarah Peebles.
Uno dei più importanti esponenti della musica gagaku del XX secolo, Masatarō Tōgi (東儀和太郎?, Tōgi Masatarō), che lavorò per molti anni come direttore d'orchestra di corte, istruì molti compositori americani quali Alan Hovhaness e Richard Teitelbaum, insegnando loro ad utilizzare gli strumenti tipici del gagaku.

## Altre influenze culturali
Il poeta americano Steve Richmond sviluppò uno stile unico basato sui ritmi della musica gagaku, dopo averla ascoltata su alcuni dischi nel dipartimento di Etnomusicologia alla UCLA all'inizio degli anni '60. Nel 2009, in un'intervista con lo scrittore Ben Pleasants, affermò di avere composto circa 8,000-9,000 opere gagaku.